# Gaspard Gustave de Coriolis
  Gaspard Gustave de Coriolis  (francès: Gaspard-Gustave de Coriolis)  (París, 21 de maig de 1792 - París, 19 de setembre de 1843) va ser un físic francès conegut principalment com a descobridor de l'anomenada acceleració, força o efecte de Coriolis.
Estudià a l'École polytechnique i a l'École des ponts et chaussées i el 1811 es convertí en enginyer de ponts i camins, essent destinat al sud de França. El 1812, de retorn a Paris va treballar amb Gaspard de Prony en un projecte que no va ser mai acabat.
A partir de 1816 va ser professor de l'École Polytechnique, i a partir de 1829 professor de mecànica i anàlisi geomètrica a l'Escola central d'Art i Manufactures de París. El 1838 va ser nomenat director d'estudis de l'École Polytechnique, càrrec que només va poder exercir uns pocs anys, ja que la primavera de 1843 va empitjorar la seva salut i va morir pocs mesos després.

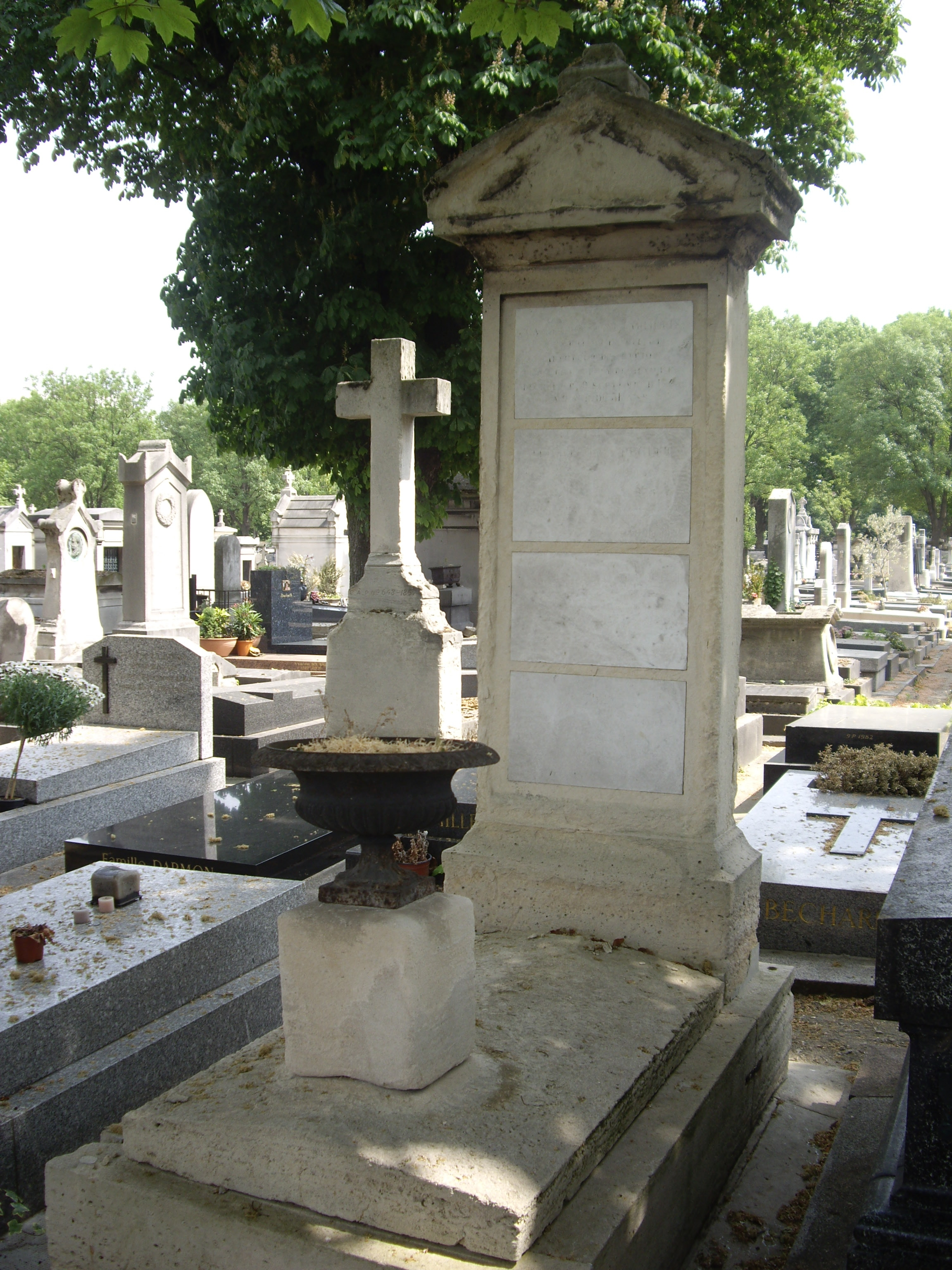
Tomba de Coriolis al cementiri de Montparnasse.

A més d'estudiar i descriure els sistemes inercials i determinar la força que porta el seu nom, contribuí decisivament a l'establiment d'una terminologia precisa per a la mecànica, en assignar una significació concreta a termes com treball o força i les magnituds que expressen.

## Carrera científica
Quan va ser professor d'anàlisi geomètric i de mecànica general en l'École Centrale des Arts et Manufactures, el seu interès en la dinàmica de la rotació de les màquines el va conduir a les equacions diferencials del moviment des del punt de vista d'un sistema de coordenades que al seu torn està rotant, treball que va presentar a l'Académie des Sciences. A causa de la importància del seu treball, l'efecte Coriolis porta el seu nom.
En la seva memòria «Du calcul de l'effet des machines» (1829) anomena treball a la quantitat {\displaystyle \int {\vec {f}}\ \,{\vec {dl}}\ }, usualment anomenada en aquesta època "potència mecànica", "quantitat d'acció" o "efecte dinàmic" precisant l'ambigüitat d'aquestes expressions: les considera inapropiades. La ciència li dona la raó. Amb ell i Jean Victor Poncelet (1788 - 1867), el teorema de l'energia cinètica pren la seva forma gairebé definitiva i l'ensenyament de la mecànica serà «desempolsat» (la qüestió de les unitats i de l'homogeneïtat de les fórmules es torna fonamental). Nombrosos seran els seus articles en el Dictionnaire de l'industrie (el Diccionari de la indústria).
El 1835 va publicar un treball matemàtic sobre les col·lisions de les esferes: Théorie Mathématique des Effets du Jeu de Billard, considerat clàssic sobre el tema.
De vegades se'l cita com Gustave-Gaspard Coriolis, Gustave Coriolis i altres variacions similars.

## Obres
- Càlcul dels efectes de les màquines 1829
- Teoria matemàtica dels efectes del joc de billar 1835.